# Собор Непорочного Зачатия Пресвятой Девы Марии (Мемфис)
Собор Непорочного Зачатия Пресвятой Девы Марии (англ. Cathedral of the Immaculate Conception) — католический кафедральный собор епархии Мемфиса, расположенный в городе Мемфис (штат Теннесси, США).

## История
Приход Непорочного Зачатия Пресвятой Девы Марии был основан епископом Нашвилла Томасом Себастьяном Бирном в 1921 году. Он стал девятым приходом в Мемфисе. Священник Деннис Дж. Мёрфи был назначен первым настоятелем прихода. Он выстроил трёхэтажное кирпичное здание, совмещавшее церковь и школу. При церкви был основан монастырь женской конгрегации Сёстры милосердия.
Строительство современного здания церкви началось в 1927 году. Ричард Дж. Реган из «Regan and Weller Architects» был выбран архитектором церкви. Первоначально была сооружена крипта, использовавшаяся 10 лет во время возведения основной части церкви. Церковь была освящена 31 июля 1938 года. При втором настоятеле прихода Фрэнсисе Д. Грейди велись декоративные работы по украшению интерьера храма. При священнике Мерлине Ф. Кирни были построены здания старшей школы с восточной стороны церкви в 1950-е и 1960-е годы. В эти же годы при церкви была основана школа Непорочного Зачатия Пресвятой Девы Марии.
6 января 1971 года Римский папа Павел VI учредил епархию Мемфиса, выделив её из епархии Нашвилла. Церковь Непорочного Зачатия Пресвятой Девы Марии стала кафедральным собором новой епархии. Капитальный ремонт собора был завершён в 2001 году. В 2011 году к приходу относились около 800 семей, а в школе обучалось около 430 студентов.